# Torun (Ukraine)
Torun (ukrainisch Торунь, slowakisch Torun/Toroňany, ungarisch Toronya, russisch Торунь) ist ein Ort im Rajon Mischhirja in der Oblast Transkarpatien in der westlichen Ukraine.
Der Ort entstand im 17. Jahrhundert (erste Erwähnung 1642) und wird hauptsächlich von etwa 1300 Russinen bewohnt. Er liegt an der Passstraße über die Karpaten von Mischhirja von Dolyna nahe der Oblastgrenze. Im Ort entsteht der Fluss Rika durch den Zusammenfluss des Pryslop und der Torunka.
Bis 1919 gehörte der Ort zum Kaiserreich Österreich-Ungarn beziehungsweise Ungarn, danach als Teil der Karpato-Ukraine zur Tschechoslowakei. Mit der Annektierung kam er 1939–1945 wieder zu Ungarn, ab 1945 ist der Ort ein Teil der Sowjetunion beziehungsweise seit 1991 Teil der Ukraine.
Am 12. Juni 2020 wurde das Dorf ein Teil neu gegründeten Siedlungsgemeinde Mischhirja im Rajon Chust; bis dahin bildete es zusammen mit dem Nachbarort Lopuschne (Лопушне) die Landratsgemeinde Torun (Торунська сільська рада/Torun silska rada) im Rajon Mischhirja.
Sehenswert im Ort ist die griechisch-katholische Kirche von 1809.

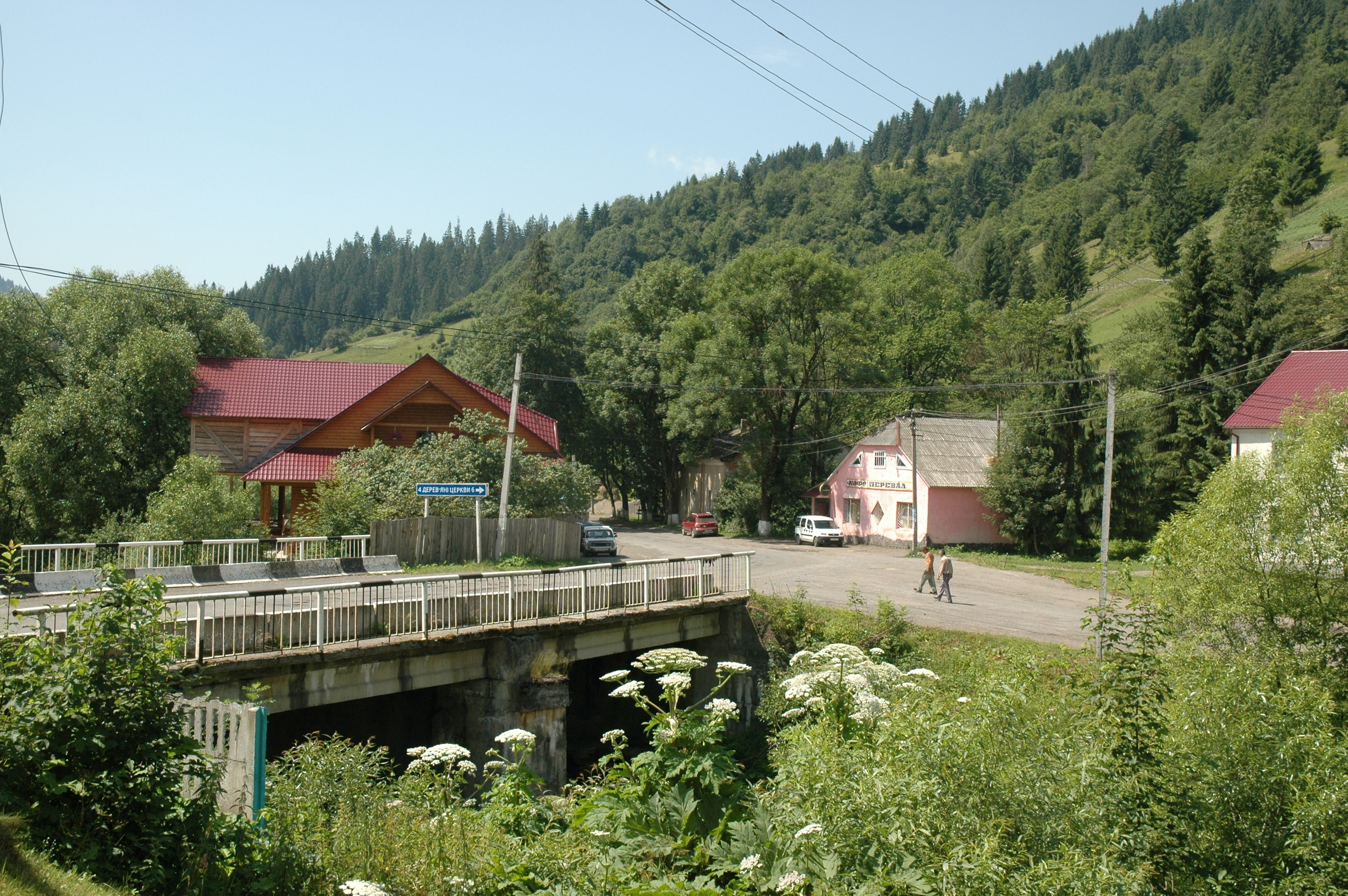
Brücke über die Rika
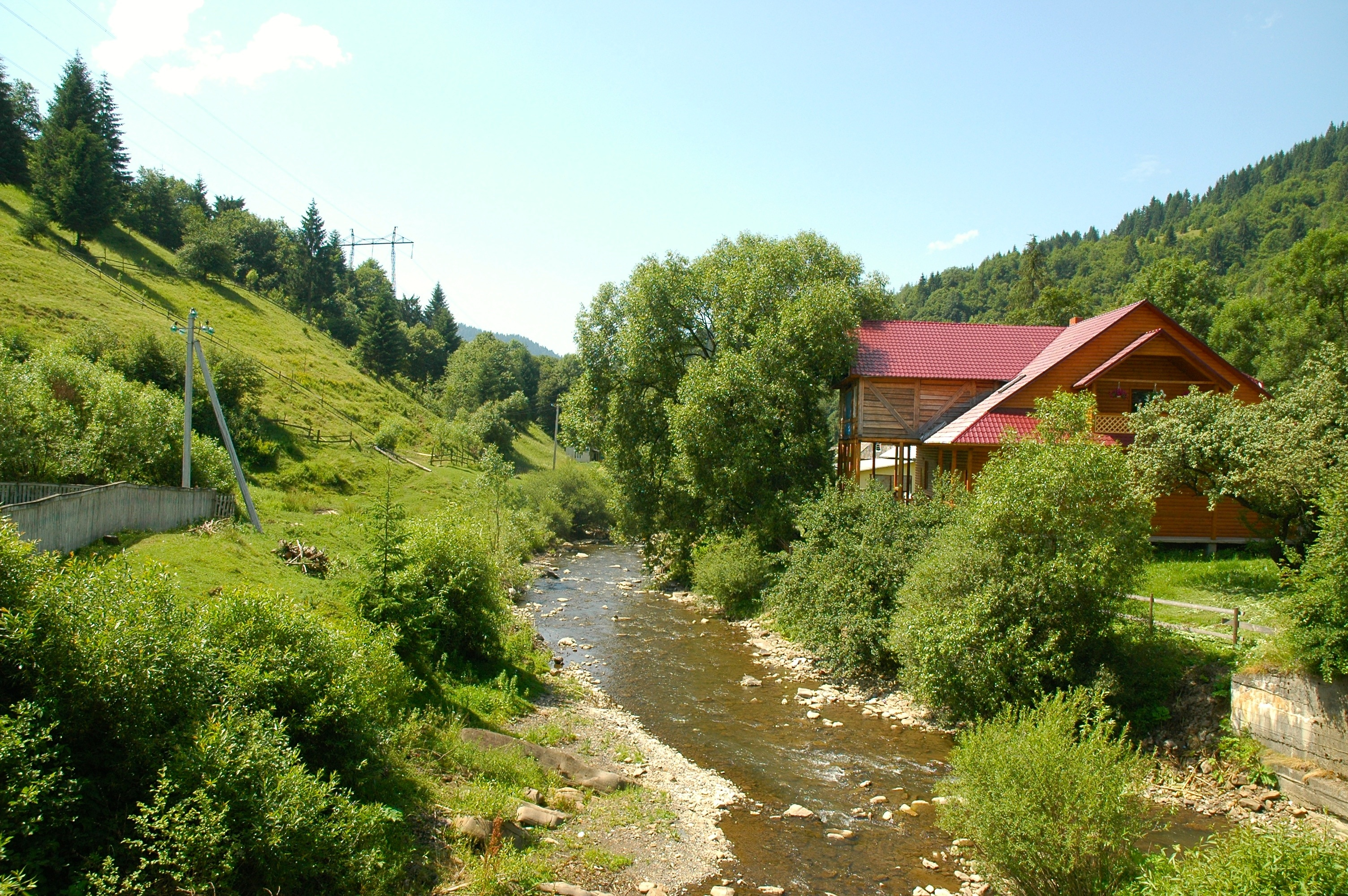
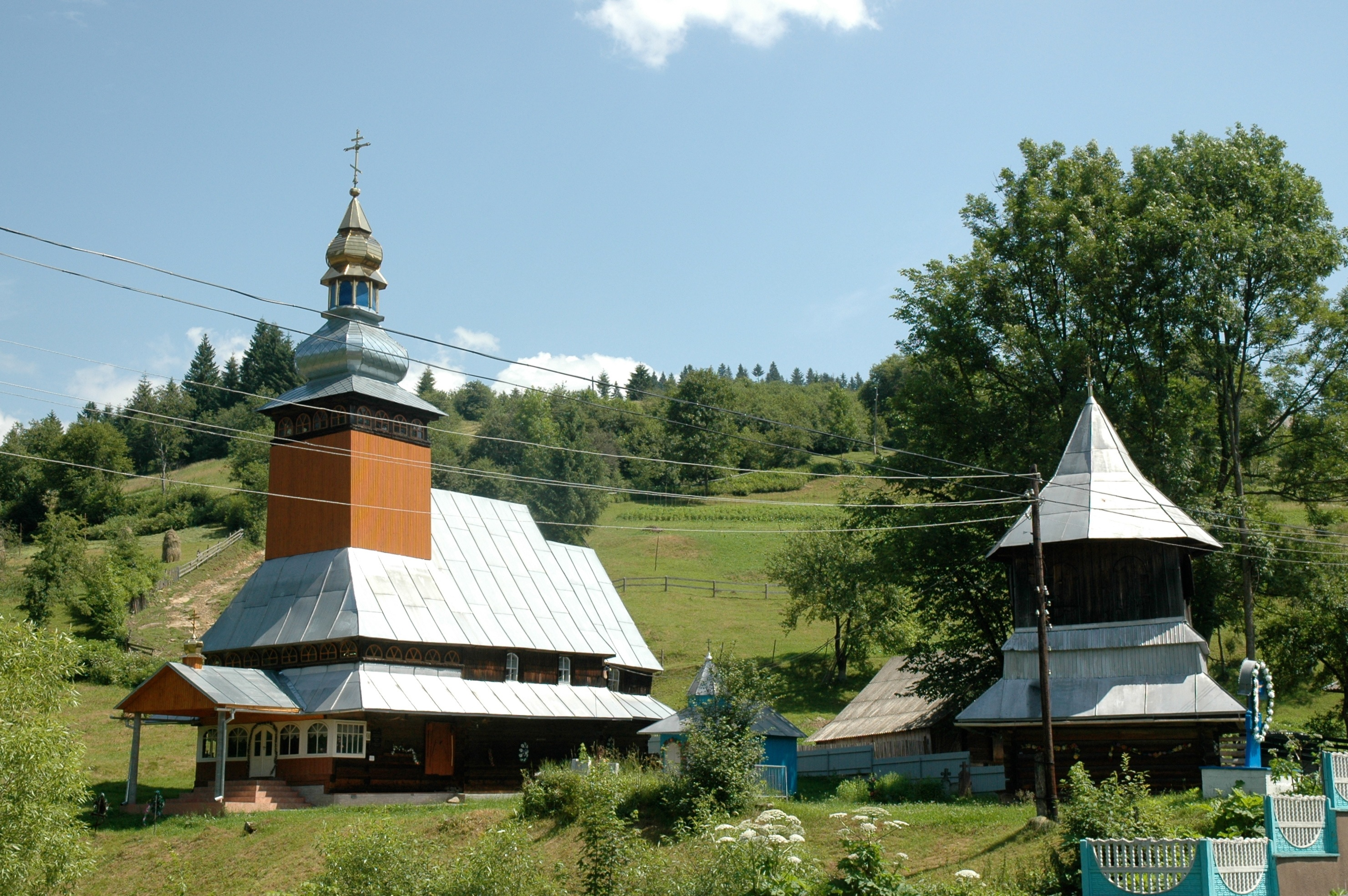
Kirche im Dorf
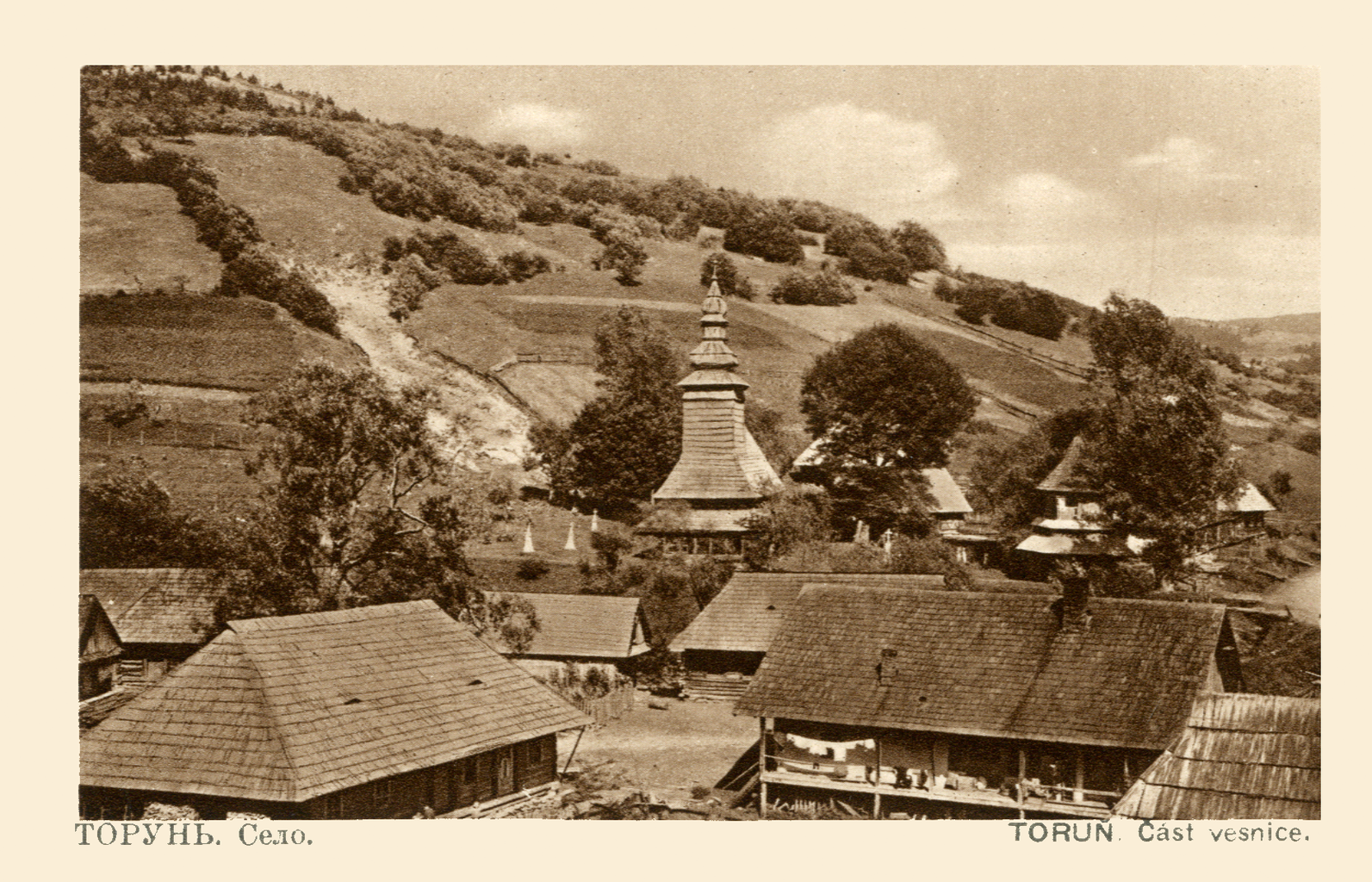
Ortsansicht von 1920